# فلاديسلافا أورازوفا
فلاديسلافا سيرجيفنا أورازوفا (بالروسية: Владислава Сергеевна Уразова) هي لاعبة جمباز فني روسية ولدت في يوم 14 أغسطس 2004 في مدينة روستوف في روسيا. أبرز إنجازاتها هو فوزها بميداليتين ذهبيتين في بطولة أوروبا 2019.